# Loxostege scutalis
Loxostege scutalis là một loài bướm đêm trong họ Crambidae.